# Большой Дор (Рыбинский район)
Большой Дор — деревня в Судоверфской сельской администрации Судоверфского сельского поселения Рыбинского района Ярославской области.
Деревня расположена в западной части полуострова Рыбинского водохранилища, ограниченного с востока руслом Волги, а севера и востока затопленной при заполнении водохранилища долиной реки Юга. Деревня стоит к западу от дороги, проходящей от Перебор на север к двум оконечным мысам этого полуострова, где расположены центр поселения посёлок Судоверфь и деревня Свингино. К востоку от Большого Дора, между деревней и указанной дорогой расположены деревни слившиеся воедино деревни Новый Посёлок и Залужье, а северо-восточнее деревни Якушево и Коржавино. К Большому Дору ведут две просёлочные дороги — одна от Якушева, другая через Залужье и Новый посёлок, минуя Малый Дор, расположенный южнее Большого. На запад от деревни — низкий заболоченный берег залива Рыбинского водохранилища .
Деревня указана на плане Генерального межевания Рыбинского уезда конца XVIII века.
На 1 января 2007 года в деревне числилось 11 постоянных жителей . Почтовое отделение в Судоверфи, обслуживает в деревне 31 дом. Улицы не именуются .